# HD 45796
HD 45796，又名CP-63 572，SAO 249542、HR 2360，是一颗恒星，视星等为6.27，位于銀經273.47，銀緯-27.04，其B1900.0坐标为赤經6h 24m 18.5s，赤緯-63° -27.04′ 8″。